# Robert Francis Hoover
Robert Francis Hoover (Pisgah, 11 de agosto de 1913 - Portland, 18 de febrero de 1970) fue un botánico y explorador estadounidense. Trabajó académicamente en el "Departamento de Ciencias Biológicas", en la "California Polytechnic State University".

## Algunas publicaciones

### Libros
- 1974. Color supplement to The vascular plants of San Luis Obispo County, California. 32 pp.
- 1970. The vascular plants of San Luis Obispo County, California. Univ. of California Press. 350 pp. ISBN 0520016637
- 1937. Endemism in the flora of the great valley of California. Univ. of California Press. 37 pp.
- 1935. Character and distribution of the primitive vegetation of the San Joaquin Valley. Univ. of California Press. 156 pp.

## Honores
- "Herbario Robert F. Hoover", Univ. de California[1]

## Eponimia
- (Alliaceae) Brodiaea hooveri (T.F.Niehaus) Traub[2]
- (Apiaceae) Lomatium hooveri (Mathias & Constance) Constance & Ertter[3]
- (Araceae) Philodendron hooveri Croat & Grayum[4]
- (Asteraceae) Acourtia hooveri (McVaugh) Reveal & R.M.King[5]
- (Asteraceae) Calycadenia hooveri G.D.Carr[6]
- (Asteraceae) Perezia hooveri McVaugh[7]
- (Boraginaceae) Cryptantha hooveri I.M.Johnst.[8]
- (Bromeliaceae) Pepinia hooveri H.Luther[9]
- (Bromeliaceae) Pitcairnia hooveri (H.Luther) D.C.Taylor & H.Rob.[10]
- (Dennstaedtiaceae) Dennstaedtia hooveri Christ[11]
- (Ericaceae) Arctostaphylos hooveri P.V.Wells[12]
- (Euphorbiaceae) Chamaesyce hooveri (L.C.Wheeler) Koutnik[13]
- (Orchidaceae) Dendrobium hooveri Ormerod[14]
- (Poaceae) Agrostis hooveri Swallen[15]
- (Polemoniaceae) Eriastrum hooveri (Jeps.) Mason[16]